# Karol Rómmel
Karol Alfonsovich von Rómmel (23 de mayo de 1888-7 de marzo de 1967) fue un jinete ruso-polaco que compitió en la modalidad de concurso completo. Participó en tres Juegos Olímpicos de Verano entre los años 1912 y 1928, obteniendo una medalla de bronce en Ámsterdam 1928 en la prueba por equipos.

## Palmarés internacional
| Representando a Polonia |                          |                   |             |
| Juegos Olímpicos        |                          |                   |             |
| Año                     | Lugar                    | Medalla           | Categoría   |
| 1928                    | Ámsterdam (Países Bajos) | Medalla de bronce | Por equipos |